# Henrietta (Missouri)
Pour les articles homonymes, voir Henrietta.
Henrietta est une ville  du comté de Ray, dans le Missouri, aux États-Unis,. Située au sud du comté, elle est fondée en 1868 et incorporée en 1874.

## Démographie
Lors du recensement de 2010, la ville comptait une population de 369 habitants. Elle est estimée, en 2016, à 360 habitants.

### Source de la traduction
- (en) Cet article est partiellement ou en totalité issu de l’article de Wikipédia en anglais intitulé « Henrietta, Missouri » (voir la liste des auteurs).